# تپه بلند کوشکی کیکانلو
تپه بلند کوشکی کیکانلو در شهرستان مانه و سملقان، بخش مانه، دهستان اترک، ۲۰۰ متری شمال روستای کوشکی کیکانلو واقع شده و این اثر در تاریخ ۲۵ آبان ۱۳۸۷ با شمارهٔ ثبت ۲۳۷۶۷ به‌عنوان یکی از آثار ملی ایران به ثبت رسیده‌است.